# Herman Carlson (ishockeymålvakt)
Karl Herman Carlson, född 11 september 1906 i Engelbrekts församling, Stockholm, död 18 februari 1990 i Kungsholms församling, Stockholm, var en svensk idrottsman och lagledare.

## Biografi
Carlson representerade AIK i fotboll, bandy, ishockey, bowling och bordtennis. Han debuterade i AIK:s fotbollslag 1925. Han fortsatte sedan med att spela som målvakt i AIK:s ishockeylag och blev svensk mästare 1934–1935. Han var även målvakt i svenska landslaget i ishockey och blev europamästare 1932. Han deltog även i Olympiska vinterspelen 1936. Han är Stor grabb i ishockey nummer 13.
Han var ordförande i uttagningskommittén och lagledare för svenska landslaget i ishockey 1948–1961, i vilken roll landslaget blev världsmästare 1953 och 1957, samt europamästare 1951, 1952, 1953 och 1957. Han var också ledamot i Svenska ishockeyförbundets styrelse mellan 1948 och 1961.
I AIK var Herman Carlson ledamot i huvudstyrelsen 1943–1949 och 1962–1963, samt vice ordförande 1963. Han var ordförande i AIK:s ishockeysektion, ordförande i AIK:s konståkningssektion och ordförande och vice ordförande i kamratklubben Gamla AIK:are. Han är en av stiftarna till AIK-ringen.
Herman Carlson var under merparten av sitt arbetsliv anställd i svenska Pressbyrån, där han senare blev intendent. Han är gravsatt i minneslunden på Kungsholms kyrkogård i Stockholm.